# Zgornje Palovče
Zgornje Palovče – wieś w Słowenii, w gminie Kamnik. W 2018 roku liczyła 43 mieszkańców.